# Таллаксон, Арт
А́ртур Дж. «Арт, Джу́ни» Та́ллаксон младший (англ. Arthur J. "Art, Junie" Tallackson, Jr.; 12 июня 1933, Графтон, Северная Дакота — 23 сентября 2012, Гранд-Форкс, Северная Дакота) — американский кёрлингист.
В составе мужской сборной США участник чемпионата мира 1970 (заняли четвёртое место). Чемпион США среди мужчин.
Играл на позиции четвёртого, был скипом команды.

## Достижения
- Чемпионат США по кёрлингу среди мужчин: золото (1970).

## Команды
| Сезон   | Четвёртый     | Третий             | Второй   | Первый         | Турниры                       |
| ------- | ------------- | ------------------ | -------- | -------------- | ----------------------------- |
| 1969—70 | Арт Таллаксон | Гленн Гиллесхаммер | Рэй Холт | Трумен Томпсон | ЧСША 1970 · ЧМ 1970 (4 место) |

(скипы выделены полужирным шрифтом)